# John Harlin

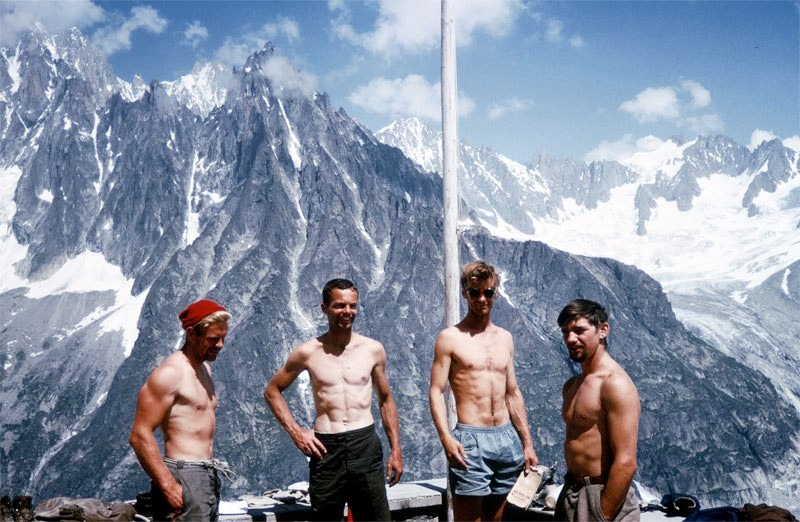
John Harlin, Tom Frost, Gary Hemming och Stewart Fulton vid L’Envers des Aiguille Hut, 1963.

John Harlin (fullständigt namn John Elvis Harlin II), född 1935, död 1966, var en amerikansk klättrare som omkom under klättring på Eigers nordvägg.
Harlin, som var från Kalifornien, var pilot i det amerikanska flygvapnet och ansågs som en kraftfull och driven bergsklättrare. Idén att klättra en så kallad direttissima på Eigers nordvägg var hans. Denna klättring genomfördes under vintern för att minska risken för stenslag. Trots detta träffade en fallande sten det rep Harlin för tillfället hängde i och han föll till sin död från en position cirka 1200 meter upp på väggen. En av klättrarna, amerikanen Layton Kor, avbröt efter olyckan, men den skotske klättraren Dougal Haston slog följe med ett tyskt replag och nådde toppen. De kallade leden för "Harlin Direct" för att hedra Harlins minne.
Sommaren innan olyckan på Eiger gjorde Harlin, tillsammans med Gary Hemming och Royal Robbins, sin kanske mest betydelsefulla förstabestigning, American Direct på västväggen på Les Drus ovanför Chamonix.
Harlins son, John Harlin III, som var tio år då han förlorade sin far, är även han klättrare.
Harlin har sannolikt varit en av de klättrare som inspirerade författaren James Salter till figuren Rand i boken Solo Faces (Längtans branter).